# Samsung Galaxy S4 Mini
Samsung Galaxy S4 Mini (Samsung GT-I9195) je smartphone značky Samsung a je nástupcem Samsungu Galaxy S III Mini. Běží na Androidu 4.4.2 KitKat (v ČR nedávno dostal aktualizaci z 4.2.2) s nadstavbou Touchwiz.

## Technická specifikace
|                        | | Poznámka                         |
| ---------------------- | --- | -------------------------------- |
| Procesor a čipová sada | dvoujádrový 1,7 GHz procesor Qualcomm MSM8930 (ARMv7) + GPU: Adreno 305                                               | -                                |
| Operační systém        | Android 4.4.2 KitKat                                                                                                  | původně Android 4.2.2 Jelly Bean |
| Displej                | 4,3", kapacitní Super AMOLED, rozlišení: 540 × 960                                                                    | -                                |
| Paměť                  | úložiště 8 GB, 1,5 GB RAM, slot na paměťové karty micro SDXC až 64 GB                                                 | -                                |
| Podporované sítě       | GSM 850, 900, 1 800, 1 900 MHz, W-CDMA (3G) 850, 900, 1 900, 2 100 MHz, LTE 800, 1 800, 2 600 MHz                     | -                                |
| Konektivita            | GPRS, EDGE, UMTS/HSPA, LTE, WiFi: a/b/g/n, Bluetooth 4.0, NFC, GPS, A-GPS, infraport, FM přijímač, MicroUSB, Jack 3,5 | -                                |
| Fotoaparát             | 8MPx, video (1 920 × 1 080), LED dioda, autofokus                                                                     | -                                |
| Rozměry, hmotnost      | 125 × 61 × 8,9 mm, 107 g                                                                                              | -                                |
| Baterie                | Li-Ion 1900mAh | nabíjení přes microUSB           |

## Představení
Samsung Galaxy S4 Mini byl představen společně se Samsungem Galaxy S4 v hudební hale Radio City v New Yorku 14. března. Zároveň byl také vysílán live stream, který se promítal na Times Square. Představil ho zástupce Samsungu J.K. Sheen, který telefon stručně popsal a pak se slova ujali dva známí Američtí moderátoři.